# Veronica rubrifolia
Veronica rubrifolia là một loài thực vật có hoa trong họ Mã đề. Loài này được Boiss. miêu tả khoa học đầu tiên năm 1853.